# Bornmühlschleife
Bornmühlschleife ist ein Ortsteil der Stadt Pfreimd im Landkreis Schwandorf.

## Geografie
Die Einöde Bornmühlschleife befindet sich im mittleren Oberpfälzer Wald, etwa 2 km südöstlich von Trausnitz auf einer Höhe von 420 Metern am Fuße des Kühbergs (526 m). Die Einöde liegt an der Gleiritsch, die bei Trausnitz in die Pfreimd mündet. Der Ort ist über die Kreisstraße SAD 35, Abfahrt Richtung Fuchsendorf zu erreichen.

## Geschichte
Entlang der Wasserläufe entstanden im Mittelalter Mühlen, kleine Schneidsägen, Hammerwerke wie Kaltenthal und Glasschleifen, die sich die Kraft des Wassers zunutze machten. Die Wasserkraft der Gleiritsch diente der Bornmühlschleife zum Betrieb einer Glaspolieranlage und einer Schneidsäge. Die Gegend der Oberpfalz war durch Fernstraßen gut erschlossen. Von Regensburg kommend führte eine der ältesten Handelsstraßen durch das Tal der Naab über Schwarzenfeld nach Nabburg, Pfreimd und Eger nach Mitteldeutschland. Ferner zog sich die Magdeburger Straße über Luhe und Neustadt an der Waldnaab zur Wismarer Bucht, wie es Claudius Ptolemäus aus Alexandrien im 2. Jahrhundert beschreibt. In West-Ost-Richtung verlief der Straßenzug von Nürnberg kommend nach Nabburg, weiter nach Schönsee und Bischofteinitz in Böhmen, dessen Namen Saustraß oder Sautreibergasse (zwischen Weidenthal und Landesgrenze bei Dietersdorf) auf  Viehtransporte hinweist. Obwohl verkehrstechnisch gut angeschlossen, hatten die Kleinbetriebe keine dauerhafte Perspektive, da sie aufgrund mangelnder Fusion dem Konkurrenzdruck nicht standhalten konnten.

## Gemeindezugehörigkeit
Die Einöde Bornmühlschleife ist im amtlichen Ortsverzeichnis für Bayern aus dem Jahre 1950, Heft 169, mit dem Vermerk aufgeführt, dass der Name noch nicht amtlich verliehen ist. Am 1. Mai 1978 erfolgte die Eingliederung der Gemeinde Hohentreswitz in die Stadt Pfreimd und damit kam auch die Bornmühlschleife zu Pfreimd.